# 德津站
德津站（：／ Deokjin yeok */?）曾为韩国铁路全罗线上的一个车站，位于全罗北道全州市德津區德津洞，已于1981年废止。

## 历史
- 1929年9月，落成使用[1]。
- 1981年5月25日，停止使用[2]。